# Je Khenpo

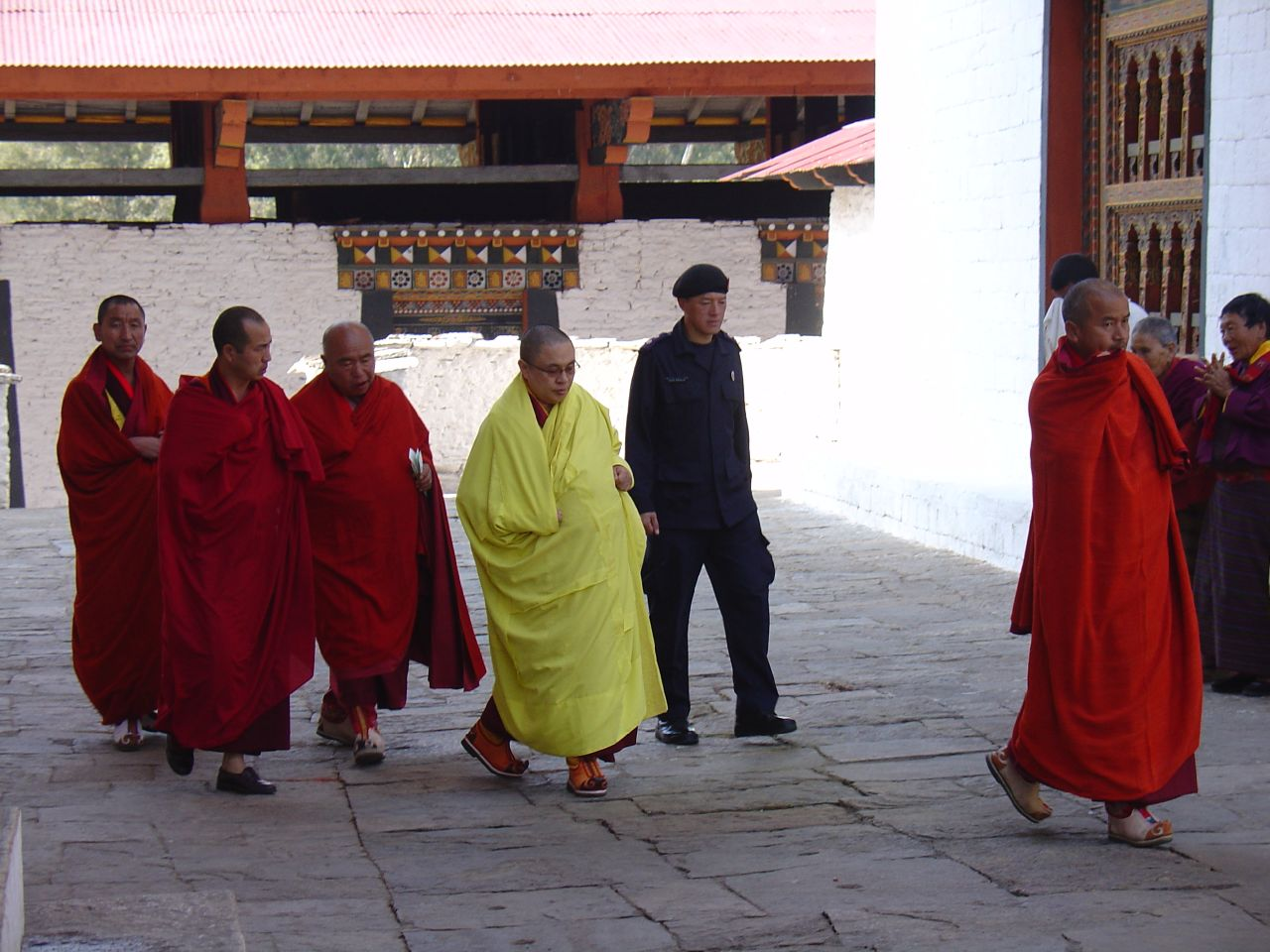
Lo Je Khenpo nel 2010, allo dzong di Punakha, con il tradizionale kabney color zafferano.

Il Je Khenpo (tibetano: རྗེ་མཁན་པོ།, Wylie: Rje Mkhan-po, "Abate del Corpo Monastico Centrale del Bhutan"), precedentemente chiamato Dharma Raj dagli orientalisti, è il titolo che viene attribuito alla più alta autorità religiosa buddhista del Bhutan. Il suo compito principale è quello di dirigere il Dratshang Lhentshog (Commissione per gli Affari Monastici) e di svolgere la funzione di arbitro in questioni dottrinali. Il Je Khenpo presenzia alle molte importanti funzioni liturgiche e religiose che si svolgono nel Paese. Il Je Khenpo è formalmente il leader della scuola Drukpa della tradizione Kagyu del Buddismo tibetano. È l'unica persona in tutto il Bhutan, insieme al Druk Gyalpo, a poter indossare un kabney color zafferano.

## Storia
Secondo il sistema dualistico di governo istituito dallo Shabdrung Ngawang Namgyal nel XVII secolo, il potere in Bhutan è idealmente diviso tra le autorità religiose, guidate dal Je Khenpo, e quelle temporali, guidate dal Druk Desi. La posizione di Je Khenpo era elettiva, e in genere veniva data ad un monaco ritenuto particolarmente autorevole e rispettabile. Pertanto, a differenza di cariche basate sulla reincarnazione come quella di Dalai Lama o di Panchen Lama, la posizione di Je Khenpo è mai stata ricoperta da un bambino, ma sempre da un monaco esperto.
Storicamente, il ruolo del Je Khenpo è stato piuttosto influente nella storia del Bhutan. Je Khenpo e Druk Desi collaborarono per sottrarre autorità al ruolo di Shabdrung, trovando molteplici incarnazioni di vari aspetti dello Shandrung stesso e rendendo quindi molto difficile identificarne il vero successore; l'obiettivo di entrambi era infatti di mantenere il potere che avevano accumulato attraverso il sistema dualistico di governo.  Tuttavia, dall'istituzione della monarchia nel 1907, l'influenza effettiva del Je Khenpo è decisamente diminuita, nonostante ancora oggi sia considerato come uno dei più stretti consiglieri del re.
Nel 2008, l'ufficio del Je Khenpo è stato inserito nella Costituzione bhutanese. Ai sensi dell'articolo 3, comma 4, il re nomina il Je Khenpo come leader spirituale del Bhutan.
L'attuale Je Khenpo (il 70°) è Trülku Jigme Choedra. È ritenuto, fra gli altri, la reincarnazione di Maitreya.
La sua residenza (e quella del Corpo monastico centrale) si trova in inverno nel Punakha Dzong e in estate nel Tashichho Dzong.

## Lista di Je Khenpo

### XVII secolo
| Numero | Nome           | Durata dell'incarico |
| ------ | -------------- | -------------------- |
| 1      | Pekar Jungney  | ? – 1672             |
| 2      | Sonam Ozer     | 1672 – 1689          |
| 3      | Pekar Lhündrup | 1689 – 1697          |
| 4      | Damchö Pekar   | 1697 – 1707          |

### XVIII secolo
| Numero | Nome               | Durata dell'incarico |
| ------ | ------------------ | -------------------- |
| 5      | Zödpa Thinley      | 1707 – 1724          |
| 6      | Ngawang Lhündrup   | 1724 – 1730          |
| 7      | Ngawang Thinley    | 1730 – 1738          |
| 8      | Tenzin Norbu       | 1738 – 1744          |
| 9      | Shākya Rinchen     | 1744 – 1755          |
| 10     | Tenzin Chögyal     | 1755 – 1762          |
| 11     | Ngawang Thinley    | 1762 – 1769          |
| 12     | Kunga Jamtsho      | 1769 – 1771          |
| 13     | Yönten Thaye       | 1771 – 1775          |
| 14     | Tenzin Namgyal     | 1775 – 1781          |
| 15     | Kunzang Gyaltsen   | 1781 – 1784          |
| 16     | Sherab Singye      | 1784 – 1791          |
| 17     | Jamgön Yeshi Dorji | 1791 – 1797          |
| 18     | Jamyang Gyaltshen  | 1797 – 1803          |

### XIX secolo
| Numero | Nome               | Durata dell'incarico |
| ------ | ------------------ | -------------------- |
| 19     | Ngawang Chögyal    | 1803 – 1807          |
| 20     | Yeshey Gyaltshen   | 1807 – 1811          |
| 21     | Jampyel Drakpa     | 1811 – 1816          |
| 22     | Jigme Gyaltsen     | 1816 – 1826          |
| 23     | Jampyel Drakpa     | 1826 – 1831          |
| 24     | Shākya Gyaltsen    | 1831 – 1836          |
| 25     | Sherab Gyaltsen    | 1836 – 1839          |
| 26     | Yönten Jamtsho     | 1839 – 1840          |
| 27     | Pema Zangpo        | 1840 – 1847          |
| 28     | Rinchen Zangpo     | 1847 – 1848          |
| 29     | Pema Zangpo        | 1848 – 1850          |
| 30     | Jampyel Jamtsho    | 1850 – 1851          |
| 31     | Yönten Gyaltsen    | 1851 – 1858          |
| 32     | Tshultrim Gyaltsen | 1858 – 1860          |
| 33     | Künga Peljor       | 1860 – 1861          |
| 34     | Shedrup Ozer       | 1861 – 1865          |
| 35     | Shakya Gyaltsen    | 1865 – 1869          |
| 36     | Yönten Pelzang     | 1869 – 1873          |
| 37     | Künga Singye       | 1873 – 1875          |
| 38     | Shākya Gyaltsen    | 1875 – 1875          |
| 39     | Lodrö Gyaltsen     | 1875 – 1878          |
| 40     | Pekar Ozer         | 1878 – 1881          |
| 41     | Ngawang Dönden     | 1881 – 1886          |
| 42     | Thinley Gyaltsen   | 1886 – 1888          |
| 43     | Tenzin Lhündrup    | 1888 – 1889          |
| 44     | Thinley Gyaltsen   | 1889 – 1891          |
| 45     | Thinley Jamtsho    | 1891 – 1894          |
| 46     | Damchö Gyaltsen    | 1894 – 1899          |
| 47     | Sherab Lhündrup    | 1899 – 1901          |

### XX secolo
| Numero | Nome                    | Durata dell'incarico |
| ------ | ----------------------- | -------------------- |
| 48     | Jamyang Rinchen         | 1901 – 1903          |
| 49     | Rigzin Nyingpo          | 1903 – 1907          |
| 50     | Jampyel Shenyen         | 1907 – 1909          |
| 51     | Jampai Tobzang          | 1909 – 1912          |
| 52     | Pelden Singye           | 1912 – 1915          |
| 53     | Yeshey Ngödrup          | 1915 – 1917          |
| 54     | Yeshey Dawa             | 1917 – 1918          |
| 55     | Pelden Singye           | 1918 – 1918          |
| 56     | Mipham Wangpo           | 1919 – 1922          |
| 57     | Ngawang Gyaltsen        | 1922 – 1927          |
| 58     | Sidzhe Namgyal          | 1927 – 1931          |
| 59     | Chökyi Wangchuk         | 1931 – 1940          |
| 60     | Ngawang Thinley         | 1940 – 1946          |
| 61     | Samten Jamtsho          | 1946 – 1955          |
| 62     | Yönten Tsündu           | 1955 – 1956          |
| 63     | Thinley Lhündrup        | 1956 – 1961          |
| 64     | Samten Pelzang          | 1961 – 1965          |
| 65     | Yeshey Singye           | 1965 – 1968          |
| 66     | Yönten Tarchen          | 1968 – 1971          |
| 67     | Nyizer Thinley Lhendrup | 1971 –1986           |
| 68     | Tenzin Dundrup          | 1986 – 1990          |
| 69     | Geshey Gendün Rinchen   | 1990 – 1996          |
| 70     | Trülku Jigme Choedra    | 1996 – presente      |

### XXI secolo
| Numero | Nome                 | Durata dell'incarico |
| ------ | -------------------- | -------------------- |
| 70     | Trülku Jigme Choedra | 1996 – present       |